# Humberto Donoso
Humberto Leonel Donoso Bertolotto (* 9. Oktober 1938 in Arica; † 4. Mai 2000 in La Reina) war ein chilenischer Fußballspieler. Er nahm an der Fußball-Weltmeisterschaft 1966 teil.

## Karriere

### Verein
Donoso spielte seit 1959 als Profi bei CF Universidad de Chile. Mit diesem Klub gewann er bis 1967 fünfmal den nationalen Meistertitel. Hinzu kamen zwei Vizemeisterschaften 1961 und 1963. Nach acht Jahren verließ er Universidad 1967 und schloss sich für eine Spielzeit Unión Española an, wo er 1968 seine Spielerkarriere beendete.

### Nationalmannschaft
Am 23. März 1963 debütierte Donoso bei der 2:3-Niederlage gegen Uruguay in der chilenischen Nationalmannschaft.
Nach geglückter Qualifikation für die Endrunde der Fußball-Weltmeisterschaft 1966 in England kam er in einem Vorbereitungsspiel gegen Mexiko, einem weiteren WM-Teilnehmer, zum Einsatz. Es war sein letztes von 14 Länderspielen, in denen er ohne Torerfolg blieb. Anschließend wurde Donoso von Trainer Luis Álamos zwar in den chilenischen Kader berufen, während des Turniers jedoch nicht eingesetzt. Chile schied mit einem Unentschieden und zwei Niederlagen als Gruppenletzter bereits nach der Vorrunde aus dem Turnier aus.

## Erfolge
- Chilenischer Meister: 1959, 1962, 1964, 1965 und 1967